# Saffiervleugelkolibrie
De saffiervleugelkolibrie (Pterophanes cyanopterus) is een vogel uit de familie Trochilidae (kolibries).

## Verspreiding en leefgebied
Deze soort komt voor van Colombia tot noordelijk Bolivia en telt drie ondersoorten:
- P. c. cyanopterus: het noordelijke deel van Centraal-Colombia.
- P. c. caeruleus: centraal en zuidelijk Colombia.
- P. c. peruvianus: Ecuador, Peru en noordelijk Bolivia.